# Vladimir Shmakov
Vladimir Shmakov (ur. 8 lutego 1973) – uzbecki judoka. Olimpijczyk z Atlanty 1996, gdzie zajął dziewiąte miejsce w wadze półśredniej.
Uczestnik mistrzostw świata w 1995 i 1997. Startował w Pucharze Świata w latach 1995-1997. Brązowy medalista igrzysk azjatyckich w 1994. Mistrz Azji w 1996; trzeci w 1995 roku.

## Letnie Igrzyska Olimpijskie 1996
| Konkurencja | Eliminacje             | Eliminacje              | Eliminacje            | Eliminacje          | Repasaże                  | Klas. końcowa |
| Konkurencja | Przeciwnik I           | Przeciwnik II           | Przeciwnik III        | 1/4                 | Przeciwnik I              | Miejsce       |
| ----------- | ---------------------- | ----------------------- | --------------------- | ------------------- | ------------------------- | ------------- |
| 78 kg       | Patrick Reiter (AUT) Z | Alexandru Ciupe (ROU) Z | Iljas Szarifi (ALG) Z | Cho In-chul (KOR) P | Soso Liparteliani (GEO) P | 9.            |